# RKSV Volendam in het seizoen 1959/60
Het seizoen 1959/1960 was het vijfde jaar in het bestaan van de Volendamse betaaldvoetbalclub Volendam. De club kwam uit in de Eredivisie en eindigde daarin op de 17e plaats, dit betekende dat de club rechtstreeks degradeerde naar de Eerste divisie.

## Wedstrijdstatistieken

### Eredivisie
|       | ADO   | Ajax  | Blauw-Wit | DOS   | DWS/A | Elinkwijk | Sportclub Enschede | Feijenoord | Fortuna '54 | MVV   | NAC   | PSV   | Rapid JC | Sittardia | Sparta | VVV   | Willem II |
| ----- | ----- | ----- | --------- | ----- | ----- | --------- | ------------------ | ---------- | ----------- | ----- | ----- | ----- | -------- | --------- | ------ | ----- | --------- |
| Thuis | 0 – 2 | 0 – 3 | 2 – 1     | 4 – 0 | 3 – 1 | 1 – 0     | 2 – 1              | 1 – 1      | 0 – 4       | 1 – 3 | 1 – 0 | 1 – 2 | 2 – 1    | 2 – 1     | 0 – 4  | 1 – 2 | 2 – 2     |
| Uit   | 4 – 1 | 9 – 0 | 2 – 3     | 2 – 0 | 4 – 2 | 3 – 2     | 3 – 2              | 6 – 1      | 4 – 2       | 5 – 3 | 3 – 1 | 3 – 2 | 2 – 2    | 1 – 5     | 3 – 2  | 4 – 2 | 2 – 1     |

## Statistieken Volendam 1959/1960

### Eindstand Volendam in de Nederlandse Eredivisie 1959 / 1960
| Stand | Gespeeld | Gewonnen | Gelijk | Verloren | Punten | Doelpunten voor | Doelpunten tegen |
| ----- | -------- | -------- | ------ | -------- | ------ | --------------- | ---------------- |
| 17e   | 34       | 10       | 3      | 21       | 23     | 54              | 88               |

### Topscorers
| Competitie \| # \| Naam \| \| \| ------ \| -------------- \| -- \| \| 1. \| Dick Tol \| 19 \| \| 2. \| Harmen Veerman \| 14 \| \| 3. \| Johan Pelk \| 4 \| \| 3. \| Jaap Smit \| 4 \| \| 3. \| Ben Steur \| 4 \| \| 6. \| Dick Maurer \| 3 \| \| 7. \| Piet Kes \| 2 \| \| 8. \| Thijs Bond \| 1 \| \| 8. \| Henk Jonk \| 1 \| \| 8. \| Wim Kras \| 1 \| \| 8. \| Gerrie Vlak \| 1 \| \| Totaal \| Totaal \| 54 \| |                |      |
| # | Naam           | Goal |
| 1. | Dick Tol       | 19   |
| 2. | Harmen Veerman | 14   |
| 3. | Johan Pelk     | 4    |
| 3. | Jaap Smit      | 4    |
| 3. | Ben Steur      | 4    |
| 6. | Dick Maurer    | 3    |
| 7. | Piet Kes       | 2    |
| 8. | Thijs Bond     | 1    |
| 8. | Henk Jonk      | 1    |
| 8. | Wim Kras       | 1    |
| 8. | Gerrie Vlak    | 1    |
| Totaal | Totaal         | 54   |

## Voetnoten
ADO ·
Ajax ·
Blauw-Wit ·
DOS ·
DWS/A ·
Elinkwijk ·
Sportclub Enschede ·
Feijenoord ·
Fortuna '54 ·
MVV ·
NAC ·
PSV ·
Rapid JC ·
Sittardia ·
Sparta ·
Volendam ·
VVV ·
Willem II